# Robert Hansen

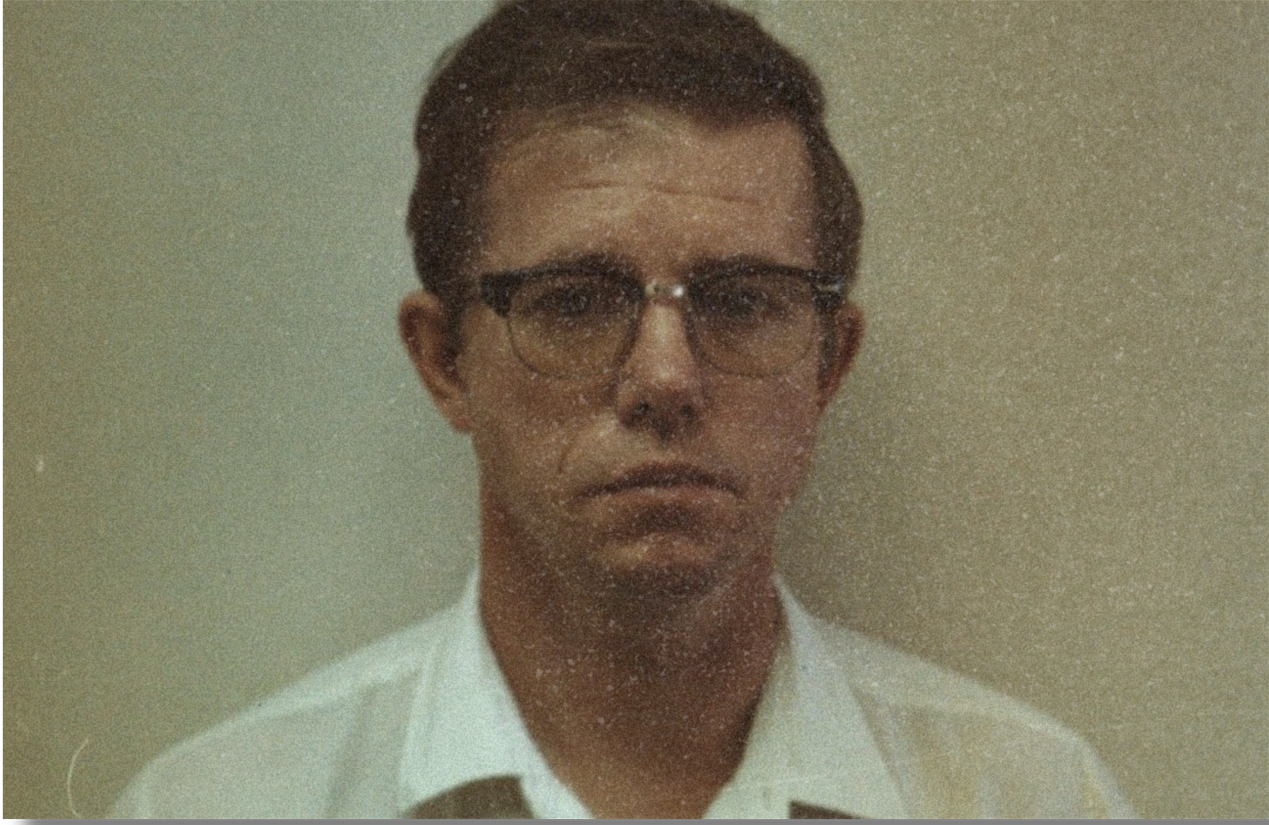
Robert Hansen in 1983

Robert Christian Hansen (Estherville, 5 februari 1939 – Anchorage, 21 augustus 2014) was een Amerikaans seriemoordenaar. Hij vermoordde tot en met 1983 ten minste zeventien mensen in de regio van Anchorage. Nadat hij inspecteurs had laten zien waar zeventien stoffelijke overschotten verborgen lagen, voornamelijk in een vallei aan de Knik River, werd hij veroordeeld tot 461 jaar gevangenisstraf. In ruil voor zijn hulp bij het vinden van de lichamen, mocht hij zijn straf uitzitten in een federale gevangenis.

## Biografie

### Misdaden
Hansen was een introverte jongen in zijn jeugd en had voortdurend problemen met zijn vader. Hij stotterde en had veel last van acne. Nadat hij thuis vertrokken was, moest hij in 1960 voor het eerst naar de gevangenis. Hij had een garage met schoolbussen in brand gestoken en kreeg drie jaar celstraf, waarvan hij drieëntwintig maanden uitzat. Terwijl hij vastzat, scheidde zijn eerste vrouw van hem uit schaamte. Nadat hij vrijkwam, kreeg hij nog verschillende celstraffen voor kleine diefstallen.
Hansen trouwde in 1963 met zijn tweede vrouw en verhuisde samen met haar in 1967 naar Anchorage. Daar moest hij in 1977 weer een jaar zitten voor het stelen van een kettingzaag. Eigenlijk kreeg hij een langere straf opgelegd, maar er werd toen een bipolaire stoornis bij hem vastgesteld, waarvoor hij lithium kreeg voorgeschreven. Toen hij vrijkwam, begon hij een bakkerij.

### Moord als klopjacht
Naar later bleek begon Hansen op zijn laatst in 1980 (hoewel 1979 ook voor mogelijk wordt gehouden en hijzelf zinspeelde op 1973) met het benaderen van vrouwen, voornamelijk van arme komaf, strippers en prostituees. Hij betaalde ze voor hun diensten, maar overmeesterde ze vervolgens om ze te kunnen martelen en verkrachten. Daarna bond Hansen zijn slachtoffers vast en vloog hij ze in een privévliegtuigje naar zijn huisje in de Knik River Valley. Daar liet hij de vrouwen in een afgelegen gebied 'los', om vervolgens met een geweer of jachtmes op ze te jagen terwijl ze probeerden weg te komen.
Op 13 juni 1983 kwam Cindy Paulson (17) aan bij de politie met het verhaal dat ze ontvlucht was uit Hansens vliegtuigje voor hij haar mee kon nemen. Ze vertelde dat hij haar geld bood om te poseren voor foto's, maar haar vervolgens seksueel misbruikte en probeerde te ontvoeren. Ze was in een onbewaakt ogenblik gevlucht. Paulson had een lift naar het politiebureau gekregen van een passerende truckchauffeur en wees Hansen aan als de man die haar aanviel.
Rechercheur Glenn Flothe behoorde tot een team van de Alaska State Troopers dat onderzoek pleegde naar verschillende stoffelijke overschotten van vrouwen die waren opgedoken. Toen hij hoorde van Paulsons verhaal, kreeg hij toestemming om het huis van Hansen te doorzoeken. Zijn team vond er juwelen die eigendom waren van zijn slachtoffers, krantenknipsels over hun moorden en verschillende vuurwapens. Ballistiek wees uit dat gevonden kogels op verschillende plaatsen delict afkomstig waren uit Hansens geweer. Hij bekende daarop schuld aan vier moorden waarvan de rechercheurs wisten en liet ze zien waar in totaal zeventien van zijn slachtoffers waren gebleven. Ook bevestigde hij hun theorie over zijn werkwijze en verklaarde hij verantwoordelijk te zijn voor nog dertig verkrachtingen.

### Mogelijk meer slachtoffers
Op 22 juli 1980 werd het lijk gevonden van "Eklutna Annie", die vermoedelijk eind 1979 werd vermoord, waarschijnlijk ook door Hansen. In Hansens huis werden plattegronden gevonden waarop de plekken gemarkeerd stonden waar de gedode vrouwen verborgen waren. Daarop stonden meer markeringen dan daadwerkelijk gevonden lijken, maar meer slachtoffers werden niet gevonden.
Hij stierf op 75-jarige leeftijd in het regionale ziekenhuis van Anchorage.

## Film en tv
De daden van Hansen zijn in meerdere tv-series onderdeel van de plot en werden verwerkt in een nummer met bijhorende muziekvideo van de groep SKYND.
De film The Frozen Ground uit 2013 is gebaseerd op Hansens leven.